# Point Break (película de 2015)
Point Break (titulada: Punto de quiebre en Hispanoamérica) es una película estadounidense de acción de 2015, dirigida por Ericson Core y escrita por Kurt Wimmer, tratándose de una nueva versión de la película Point Break de 1991, protagonizada por Patrick Swayze y Keanu Reeves. Está protagonizada por Édgar Ramírez, Luke Bracey, Teresa Palmer y Ray Winstone. La cinta se estrenó el 25 de diciembre de 2015.

## Argumento
El atleta de deportes extremos Johnny Utah (Luke Bracey) y su amigo Jeff (Max Thieriot) están atravesando una colina empinada en motocicletas. La carrera termina con un salto a una columna de piedra solitaria, donde Jeff sobrepasa el rellano y termina cayendo al vacío para finalmente morir.
Siete años después, Utah es candidato a agente del FBI. Asiste a una sesión informativa sobre el atraco a un rascacielos, en el que los delincuentes robaron diamantes, escapando en paracaídas, en Bombay. Un atraco similar ocurre en México, donde los delincuentes descargan millones de dólares en billetes y luego desaparecen en la Cueva de las Golondrinas. La investigación de Utah concluye que fueron realizadas por los mismos hombres, que están intentando completar el Ozaki Ocho, una lista de ocho pruebas extremas para honrar las fuerzas de la naturaleza. Ya completaron tres, y Utah predice que intentarán el cuarto en un raro fenómeno de olas marinas en Francia. Después de presentar su análisis, Utah es enviado encubierto a Francia bajo un agente de campo llamado Pappas (Ray Winstone). Llegan a Francia y Utah recibe ayuda de otros para surfear la ola de tubo alto.
A medida que entra, ya hay otro surfista montando la ola, dejando a Utah inestable. Utah es absorbido por la ola y se desmaya, pero el otro surfista rescata a Utah. Se despierta a bordo de un yate con el surfista Bodhi (Édgar Ramírez) y su equipo Roach (Clemens Schick), Chowder (Tobias Santelmann) y Grommet (Matias Varela). Lo dejan para disfrutar de la fiesta y conoce a una chica, Samsara (Teresa Palmer). Al día siguiente, Utah encuentra a los hombres en una estación de tren abandonada de París después de que los oye hablar sobre la ubicación. Bodhi le da una pelea de iniciación y pronto es aceptado en el círculo. Viajan a los Alpes para la próxima prueba: traje de alas volando a través de los acantilados de "La vida del viento". Los cuatro triunfan en su intento y pasan un tiempo juntos con Samsara. Al día siguiente, escalan los picos nevados para la sexta prueba, haciendo snowboard por una empinada montaña de nieve. Llegan a su lugar, pero Utah decide extender su línea, por lo que los demás lo siguen. Chowder resbala y cae a su muerte, y Utah se deprime por ello.
Después de una fiesta, Samsara explica que ella y Bodhi conocieron a Ono Ozaki cuando eran jóvenes, que sus padres murieron en un accidente de avalancha, y que Ozaki le dio un hogar después. Ella explica además que Ozaki realmente completó su tercera prueba, a pesar de lo que se creía ampliamente. No murió en el intento de la terrible experiencia, sino que lo mató un barco ballenero que se estrelló contra su bote mientras intentaba salvar a las ballenas jorobadas. En su bote, un niño, Bodhi, decidió no contar la verdad de su historia, sino terminar lo que comenzó Ozaki.
Luego viajan a una mina de oro donde Bodhi detona los explosivos que plantaron Grommet y Roach. Después de arruinar su tapadera, Utah persigue a Bodhi, logrando hacerlo tropezar con su bicicleta. Bodhi escapa porque Utah no puede ponerse de pie después del accidente. El FBI congela los activos de los patrocinadores de Bodhi; Bodhi planea robar un banco italiano cercano en la cima de una montaña. Utah y la policía interceptan al grupo, lo que resulta en un fuego cruzado que mata a Roach. Mientras el grupo huye, Utah persigue y dispara a uno de ellos hasta la muerte, quien se revela como Samsara y no Bodhi.
Utah encuentra la ubicación de la próxima prueba: escalada en solitario libre sin seguridad junto al Salto Ángel en Venezuela. Encuentra a Bodhi y Grommet y los persigue en la escalada, pero Grommet se tambalea, cae y muere. Utah alcanza a Bodhi, pero cae de espaldas por la cascada, completando lo que habría sido la última prueba; Bodhi tiene que rehacer la cuarta prueba porque se escapó de la ola cuando decidió salvar a Johnny. Diecisiete meses después, Utah lo encuentra en el Pacífico frente a otra ola gigante. Mientras Utah intenta que Bodhi regrese con él y pague por sus crímenes, finalmente deja que Bodhi intente navegar, ambos sabiendo que no volverá. La ola envuelve a Bodhi, y Utah continúa su carrera en el FBI y comienza a atravesar sus propias ocho pruebas.

## Reparto
- Luke Bracey como Johnny Utah.
- Édgar Ramírez como Bodhi.
- Teresa Palmer como Samsara.
- Ray Winstone como Angelo Pappas.
- Clemens Schick como Roach, un miembro del equipo de Bodhi.
- Max Thieriot como Jeff.
- Matias Varela como Grommet, un miembro del equipo de Bodhi.
- Tobias Santelmann como Chowder, un miembro del equipo de Bodhi.
- Nikolai Kinski como Pascal Al Fariq.
- Delroy Lindo como Hall, el instructor del FBI.

## Producción
Se anunció en 2011 que se estaba desarrollando una nueva versión de Point Break por Alcon Entertainment y Warner Bros. y que el guion estaba siendo escrito por Edel Núñez. Se esperaba que Núñez fuera coproductor junto con Broderick Johnson, Andrew Kosove, John Baldecchi y Chris Taylor. Luego, Ericson Core fue anunciado como director. El actor Luke Bracey fue contratado para interpretar el papel encarnado por Keanu Reeves en la película de 1991. También se anunció que Ray Winstone representaría el papel realizado por Gary Busey en la cinta original. Gerard Butler estuvo en negociaciones para interpretar a Bodhi, pero luego estas negociaciones decayeron. Más tarde, se anunció que Édgar Ramírez interpretaría a Bodhi.

### Filmación
El rodaje de la película empezó el 26 de junio de 2014 en Berlín, y también se filmó en Austria, Italia, Suiza, Francia, México, Venezuela, India y Estados Unidos.
Al final de agosto de 2014, Palmer fue vista con su esposo e hijo mientras filmaba escenas en Cortina, Italia. El 11 de septiembre de ese mismo año, los actores fueron vistos en Tahití.

### Incidentes
Un surfista australiano, Laurie Towner, fue contratado como doble para el personaje de Johnny Utah, pero se fracturó la mandíbula y sufrió otras heridas durante la filmación.

## Estreno
En un principio, la fecha de estreno se estableció para el 10 de julio de 2015, luego se pasó al 7 de agosto de 2015; y finalmente se cambió a la fecha definitiva de estreno, el 25 de diciembre de 2015.